# Beatriz Daza
Beatriz Daza González (Pamplona, 1927-Cali, 1968) fue una artista colombiana, principalmente ceramista, pintora y dibujante. Además de su trabajo artístico destaca su labor docente en la Escuela de Bellas Artes de la Universidad Nacional. Desde 1958 y hasta su muerte su trabajo en cerámica fue reconocido en su país.

## Biografía
Beatriz Daza González nace en 1927 en Pamplona, en el Norte de Santander, Colombia. Estudió pintura en la Escuela de Bellas Artes de San Jorge en Barcelona, y cerámica an el Atelier Bertrand en París. Es en el año de 1958 que comienza a tomar importancia su obra cerámica, y con ello, en 1959 se gestiona su primera exposición individual en la Sociedad Económica de Amigos del País. Estas primeras piezas eran figurativas y se destacaban por la sencillez y la voluntad de síntesis. En 1963 y 1963 gana el Primer Premio del Salón Nacional de Artistas Colombianos, este último con la obra Crisol para Prometeo. En 1965 inició la construcción de ensamblajes compuestos por trozos de recipientes cerámicos realizados por la artista que evocan instantes de la vida diaria. También, en esos años, exploró la fusión de esmaltes sobre placas cerámicas. En 1966 presenta los muros denominados Testimonios de los objetos. En 1968 muere repentinamente en Cali en un accidente automovilístico.

## Obra
"Su obra se caracteriza por la representación de entornos domésticos a partir de bodegones fragmentados en diversos planos." En alguna etapa de su obra sobresale el uso de elementos cerámicos mezclados con el lienzo, a manera de ensamblajes. Piezas como Testimonio de una taza (1966) y Naturaleza Muerta (1966) pueden encontrarse en la colección del Museo La Tertulia en Cali, Colombia. Sobre su obra la crítica de arte Marta Traba estableció que "lo más importante de estas cerámicas era que no pretendían ser otra cosa, que no trataban de volverse esculturas o aproximarse a la simple superficie pintada y texturada."

## Premios
- Primer Premio del Salón Nacional de Artistas Colombianos. (1962 y 1963)